# Puerto de El Havre
El Puerto de El Havre (en francés: Port du Havre) es la autoridad del puerto y el puerto de la región de Normandía, en El Havre, Francia. El puerto de Le Havre se compone de una serie de muelles tipo canal, el Canal de Tancarville y el Gran Canal du Havre, conectan Le Havre al Sena, cerca del Pont de Tancarville, 24 km (14,9 m) aguas arriba. El puerto de Le Havre es administrado por un organismo estatal llamado Grand Port Maritime du Havre, creado por el Decreto 2008-1037, el 9 de octubre de 2008 y sustituyendo al antiguo "Port Autonome du Havre" que se había creado, junto con el de Burdeos por el primer proyecto de ley sobre autonomía de puertos en 1920, un estatuto concedido el 1 de enero de 1925 y confirmado por el segundo proyecto de ley sobre la autonomía portuaria en 1965.